# PetroChina

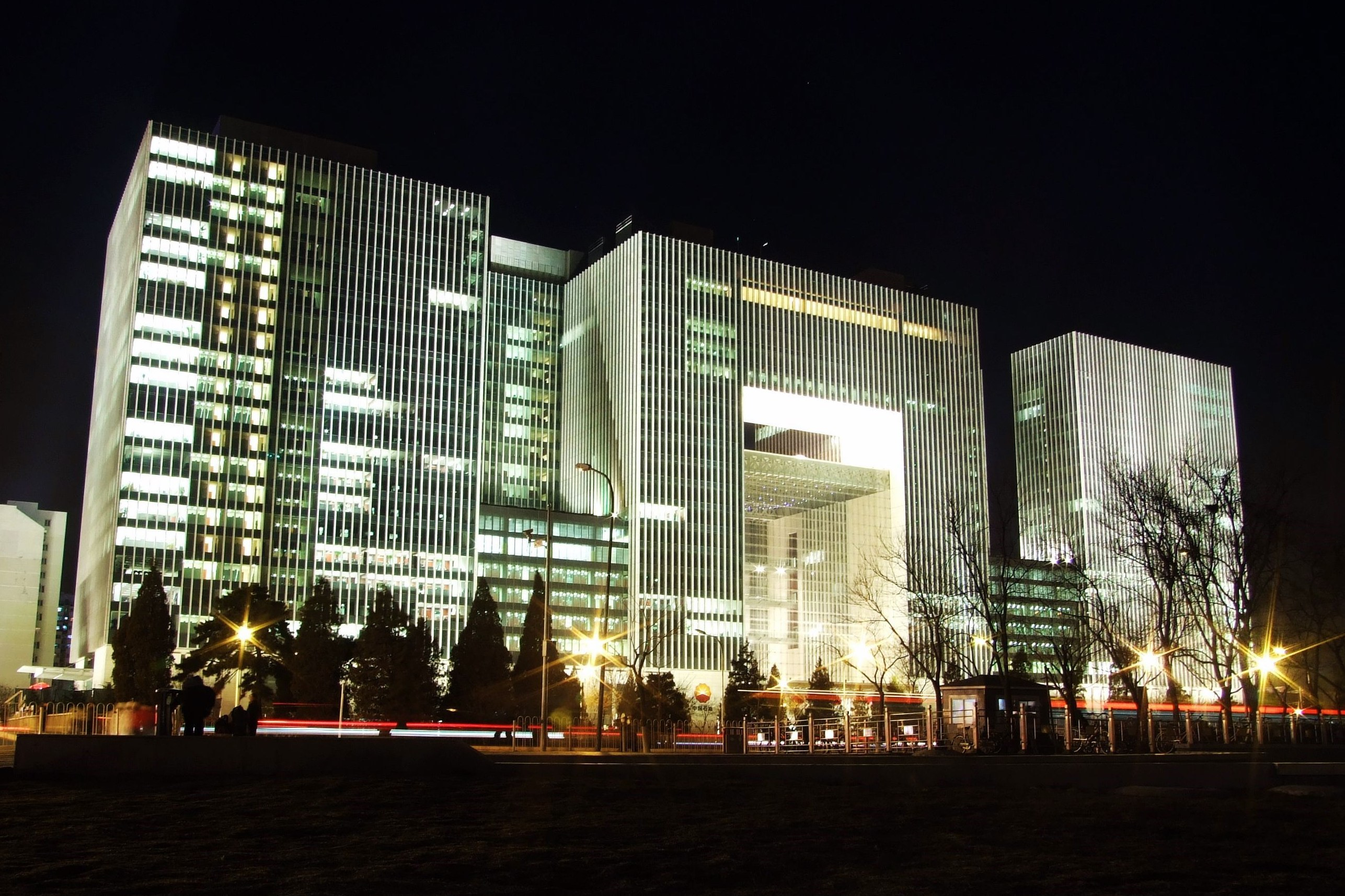
Hoofdkantoor PetroChina.

PetroChina Company Limited (Chinees: 中国石油天然气股份有限公司, zhōngguó shíyóu tiānránqì gǔfèn yǒuxiàn gōngsī) is een Chinees energiebedrijf, meer bepaald de grootste olieproducent van het land. Het bedrijf werd in 1999 opgericht en is gevestigd in de hoofdstad Peking.

## Beschrijving

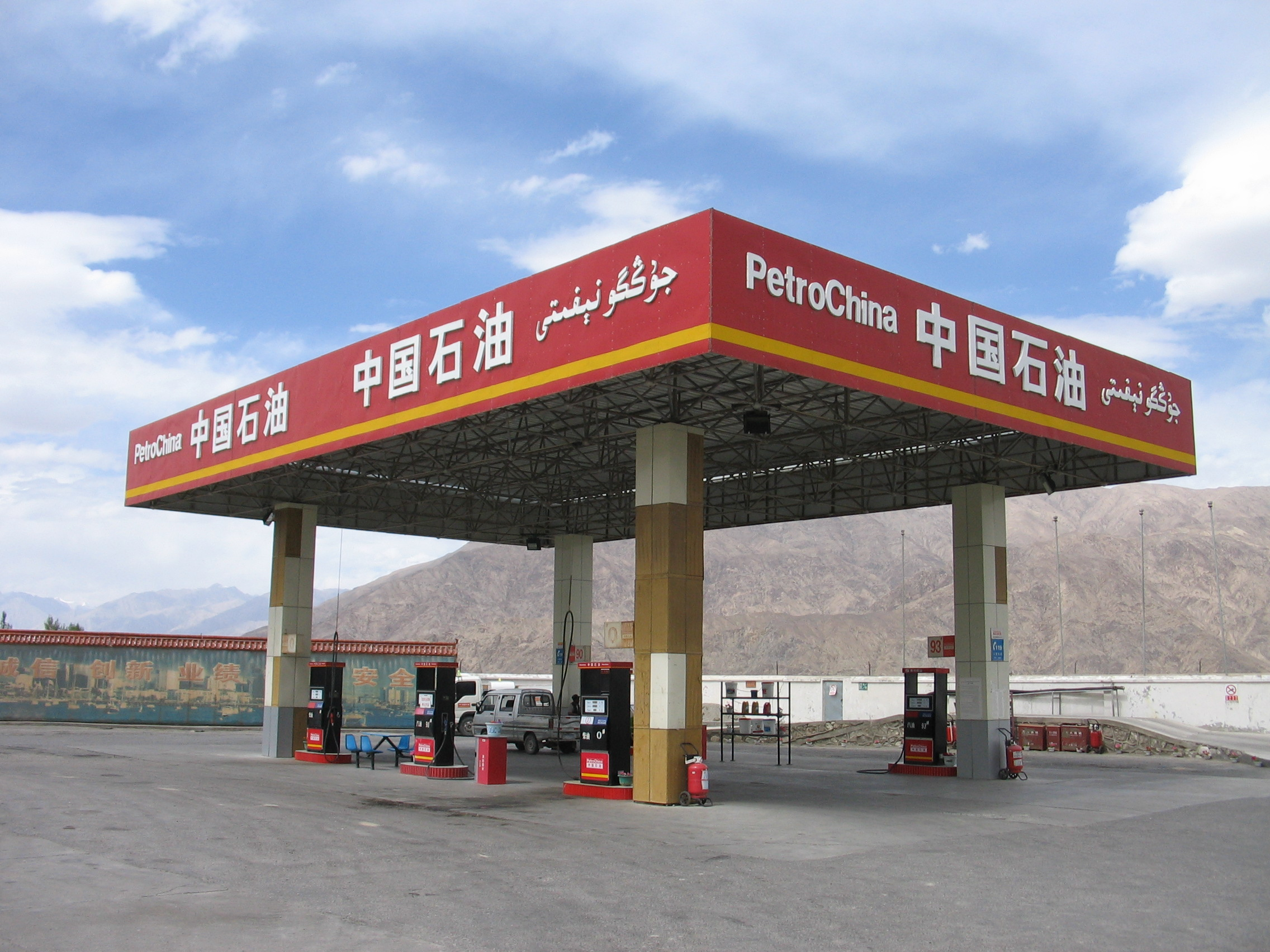
PetroChina benzinestation in Xinjiang

In 1999 werd het bedrijf opgericht door de China National Petroleum Corporation (CNPC). CNPC splitste diverse olie- en gasbelangen af en brachten deze samen in PetroChina. PetroChina kreeg een jaar later een beursnotering op de Hong Kong Stock Exchange en de New York Stock Exchange (NYSE). Pas in november 2007 werden A-aandelen genoteerd op de effectenbeurs van Shanghai, deze aandelen kunnen alleen door inwoners van het land worden gekocht. Op de eerste handelsdag verdrievoudigde de aandelenkoers van RMB 16,70 naar RMB 46,60 (circa US$ 6,60). Op 8 september 2022 werden de notering aan de NYSE beëindigd. De meerderheid van de aandelen, zo’n 81%, is nog steeds in handen van het staatsbedrijf CNPC.
Naast PetroChina zijn Sinopec en CNOOC de twee andere grote oliemaatschappijen in China. PetroChina en Sinopec zijn vooral actief op het land terwijl CNOOC vooral op zee actief is met het zoeken en produceren van olie en gas.
De bedrijfsactiviteiten gaan terug tot de vijftiger jaren en PetroChina is nog steeds actief op het gebied van exploratie en de winning van olie en aardgas. De ruwe olie wordt verwerkt in eigen raffinaderijen en het verzorgt de afzet van gas en brandstoffen in het land. Het is ook een actieve producent van petrochemicaliën. Het beschikt ook een eigen netwerk van pijplijnen in het land. Er ligt zo'n 84.000 kilometer voor het transport van gas, ruwe olie en olieproducten.
PetroChina produceert bijna uitsluitend olie en aardgas in de Volksrepubliek China. In 2022 werd 15% (2014: 13%) van de olie en 5% (2014: 5%) van het gas buiten China gewonnen. In 2022 produceerde PetroChina 906 miljoen vaten olie, dat is gemiddeld 2,5 miljoen vaten per dag. De oliereserves werden getaxeerd op 6418 miljoen vaten en de gasreserves op 73.500 miljard kubieke voet. De drie belangrijkste nationale olieprovincies zijn Daqing, Chongqing en Xinjiang. Aardgas wordt vooral in Chongqing en in het Tarimbekken in Xinjiang, helemaal in het westen van China, geproduceerd. Dit gas wordt met eigen pijplijnen naar de kustregio’s vervoerd, waarvan de drie West-Oost-pijpleidingen het belangrijkst zijn.
De raffinaderijen kunnen op jaarbasis 1,2 miljard vaten ruwe olie omzetten. De Chinese overheid heeft een belangrijke rol bij het vaststellen van de verkoopprijzen van de brandstoffen. In 2011 en 2012 leed het bedrijf een verlies op de chemie- en raffinage-activiteiten omdat de gestegen prijs van ruwe olie niet geheel kon worden doorberekend. Het beschikt in China over een eigen netwerk van ruim 22.000 benzinestations voor de verkoop van brandstoffen en heeft ongeveer een derde van de markt van motorbrandstoffen in handen.
Per ultimo 2022 telde PetroChina bijna 400.000 werknemers. Hiervan werkte iets meer dan 55% bij het deel verantwoordelijk voor de exploratie en winning. Bij de raffinaderijen en chemieactiviteiten werkten 125.000 mensen of 31% van het totaal. Bij PetroChina werken relatief veel mensen in vergelijking tot grote westerse oliebedrijven, maar net als bij deze bedrijven leveren de upstreamactiviteiten van PetroChina ook de grootste bijdrage aan de winst.

### Europa
Medio 2011 richtten PetroChina en INEOS een joint venture op. In de joint venture bracht INEOS twee Europese raffinaderijen in en in ruil betaalde PetroChina ongeveer US$ 1 miljard aan INEOS. De raffinaderijen staan in Grangemouth in Schotland en bij Marseille in Frankrijk. De raffinaderijen hebben elk een capaciteit van 210.000 vaten olie per dag. De joint venture heeft ongeveer 1000 werknemers en een omzet van US$ 15 miljard op jaarbasis.

## Resultaten
De resultaten van PetroChina zijn vooral afhankelijk van de ontwikkeling van de productie en de internationale olieprijs.
| Jaar | Omzet | Bedrijfs- resultaat | Netto- resultaat | Olieproductie (×1000 vaten/dag) | Gasproductie (×miljoen cf/dag) | Werknemers (gemiddeld) |
| ---- | ----- | ------------------- | ---------------- | ------------------------------- | ------------------------------ | ---------------------- |
| 2010 | 1465  | 187,8               | 150,8            | 2350                            | 6085                           | 552.698                |
| 2011 | 2004  | 182,5               | 146,0            | 2425                            | 6565                           | 552.810                |
| 2012 | 2195  | 175,5               | 130,6            | 2504                            | 6991                           | 548.344                |
| 2013 | 2258  | 188,6               | 142,3            | 2556                            | 7676                           | 544.083                |
| 2014 | 2283  | 169,8               | 119,0            | 2590                            | 8298                           | 534.652                |
| 2015 | 1725  | 79,3                | 42,1             | 2663                            | 8578                           | 521.566                |
| 2016 | 1617  | 60,6                | 29,4             | 2522                            | 8971                           | 508.757                |
| 2017 | 2016  | 67,7                | 36,8             | 2430                            | 9379                           | 494.257                |
| 2018 | 2354  | 121,0               | 72,4             | 2439                            | 9884                           | 476.223                |
| 2019 | 2517  | 121,8               | 67,0             | 2491                            | 10.707                         | 460.724                |
| 2020 | 1934  | 75,9                | 33,5             | 2526                            | 11.564                         | 432.003                |
| 2021 | 2614  | 161,2               | 114,7            | 2431                            | 12.110                         | 417.173                |
| 2022 | 3239  | 216,7               | 164,0            | 2483                            | 12.808                         | 398.440                |

## Ongevallen
Op 29 juli 2006 raakten bij een explosie in de Pertamina-PetroChina-olieraffinaderij te Bojonegoro in de Indonesische provincie Oost-Java 150 mensen gewond. Zo'n 6000 bewoners in drie nabijgelegen dorpen vluchtten vanwege de explosies.

## Trivia
- Sinds 5 november 2007 worden de aandelen van het bedrijf publiekelijk verhandeld op de beurs van Shanghai. Op de openingsdag verdrievoudigde de waarde van het bedrijf, dat daardoor op 1 biljoen dollar werd geschat, twee keer zoveel als de voorheen grootste oliemaatschappij ter wereld, Exxon. In maart 2008 was de beurswaarde echter gedaald tot 397 miljard dollar, waardoor PetroChina weer daalde naar de tweede plaats.
- PetroChina en CNPC zijn actief betrokken bij de oliewinning in Dafoer in Soedan. Vanwege het gewapend conflict in de regio en de mogelijke rol die de energiemaatschappijen daarbij (in)direct spelen, hebben diverse beleggers hun aandelen in beide bedrijven verkocht.[6]